# Karlheinz Collas
Karlheinz Collas (* 22. Mai 1931 in Aachen; † 5. März 2003) war ein deutscher Theologe und von 1978 bis 1997 Generalvikar des Bistums Aachen.

## Leben und Wirken
Nach dem Studium der Theologie und der Philosophie in Frankfurt an der Hochschule Sankt Georgen und Aachen empfing Collas am 16. März 1957 die Priesterweihe im Aachener Dom. Bis 1978 war Collas in verschiedenen Funktionen in der territorialen Seelsorge tätig, unter anderem ab dem 12. April 1973 als Regionaldekan. Am 1. Oktober 1978 wurde er zum Generalvikar des Bistums Aachen berufen und erhielt den Titel eines päpstlichen Ehrenprälaten. Mit Aufnahme der Tätigkeit als Generalvikar wurde er zugleich Vorsitzender der Einhard Verlag GmbH in Aachen, einem katholischen Buchverlag. Im Jahr 1979 wurde er residierender Domkapitular am Dom zu Aachen. 1997 beendete er seine Tätigkeit als Generalvikar und verstarb im März 2003 mit 71 Jahren.
Collas wurde als ein in hohem Maße entscheidungsstarker und entscheidungsfreudiger Generalvikar mit dominanter Persönlichkeit beschrieben, der einen wichtigen Gegenpol bildete zu dem als eher entscheidungsschwach und konfliktscheu geltenden damaligen Aachener Bischof Klaus Hemmerle. Im Bistum sei für Collas daher (in Anlehnung an einen früheren Diktator der Zentralafrikanischen Republik) der Spitzname „Bokassa“ üblich gewesen.
Zeitweise war Collas in seiner Funktion als Generalvikar gegenüber dem damaligen Chefredakteur der Aachener Kirchenzeitung Armin Laschet unmittelbar weisungsbefugt.

## Rolle bei der Vertuschung von Fällen sexualisierter Gewalt im Bistum Aachen
Das Gutachten „Sexueller Missbrauch Minderjähriger und erwachsener Schutzbefohlener durch Kleriker im Bereich des Bistums Aachen im Zeitraum 1965 bis 2019“ vom 9. November 2020 kommt zu dem Ergebnis, dass Collas während seiner Amtszeit als Generalvikar maßgeblich an der Vertuschung von Fällen sexualisierter Gewalt zu Lasten Minderjähriger durch Geistliche des Bistums beteiligt war und einschlägig vorbestraften Geistlichen die Fortführung ihrer Tätigkeit und den fortgesetzten Kontakt zu Minderjährigen ermöglichte. Dem Gutachten zufolge habe Collas in mindestens 5 Fällen positive Kenntnis von Straftaten von Geistlichen des Bistums zu Lasten Minderjähriger gehabt; zudem sei es während seiner Amtszeit als Generalvikar zu zahlreichen „Aktensäuberungen“ von Personalakten auffällig gewordener Geistlicher des Bistums gekommen. So wurde beispielsweise ein wegen mehrfacher sexueller Missbrauchstaten auffällig gewordener Pfarrer mit Wissen von Collas zunächst als Militärpfarrer und später dann wieder in einer Pfarrei eingesetzt; nach Auffassung der Gutachter habe Collas in diesem Fall und ähnlich gelagerten Fällen das Risiko der Schädigung weiterer Opfer in Kauf genommen. In einer abschließenden Gesamtbewertung der Rolle Collas’ kommt das Gutachten zu dem Ergebnis, dass es ihm bei der Behandlung von Fällen sexuellen Missbrauchs in allererster Linie um den Schutz der Institution und der Täter gegangen sei.
Dem Chefredakteur des Aachener Bistumsblatts Armin Laschet untersagte Collas die Veröffentlichung kirchenpolitisch wichtiger Meldungen ohne seine Gegenzeichnung, nachdem das Blatt über die Verurteilung eines Pfarrers wegen sexuellen Missbrauchs Minderjähriger und die Erwähnung der langjährigen Vertuschung des Falls durch seine kirchlichen Vorgesetzten berichtet hatte.

## Veröffentlichungen
Als Herausgeber:
- Nicht Nachlaßverwalter, sondern Wegbereiter. Klaus Hemmerle. Predigten 1993. Einhard, Aachen 1989, ISBN 978-3920284880.
- Klaus Hemmerle: Frühling in Alghero. Sardische Notizen. Schreier, Aachen 1988.